# Brama Zielonogórska w Sulechowie
Brama Zielonogórska w Sulechowie (niem. Grünberger Tor) – jedna z dwóch najstarszych bram miejskich w Sulechowie. Wybudowana w średniowieczu, w południowej części miasta, przy skrzyżowaniu obecnych ulic: Gen. Sikorskiego i Nowy Rynek. Została rozebrana w 1714 r..

## Opis
W momencie wybudowania była - oprócz Bramy Świebodzińskiej - jedną z dwóch bram w systemie sulechowskich murów miejskich. W wydanej w 1655 r. kronice Annales oder Geschichtbuch und Chronica der Stadt Züllich Martin Georg Bruchmann opisywał ją jako „wysoki i długi budynek o pięknym zwieńczeniu” z „wygodnym utwardzonym przejazdem”. Po stronie zewnętrznej - w jej lewej części - znajdował się fresk przedstawiający Pasję Chrystusa, na którym namalowane postacie miały wielkość człowieka. Według Bruchmanna poniżej fresku miał się także znajdować obraz, na którym kładziono krzyż na ręce Chrystusa. Brama ponadto posiadała dodatkową furtę (Pasterską), którą zamykano na noc. Bramę Zielonogórską rozebrano w 1714 r., a cegły pozyskane z rozbiórki wykorzystano do budowy słodowni przy obecnej ulicy Okrężnej. W pobliżu Bramy Zielonogórskiej znajdował się cmentarz oraz niewielka basteja. Do czasów obecnych zachował się, dawniej przylegający do Bramy Zielonogórskiej, fragment murów przy skrzyżowaniu ulic Gen. Sikorskiego i Nowy Rynek (teren nazywany był w przeszłości Grünberger Torplatz Placem Bramy Zielonogórskiej).